# Kaliforniai aranyláz

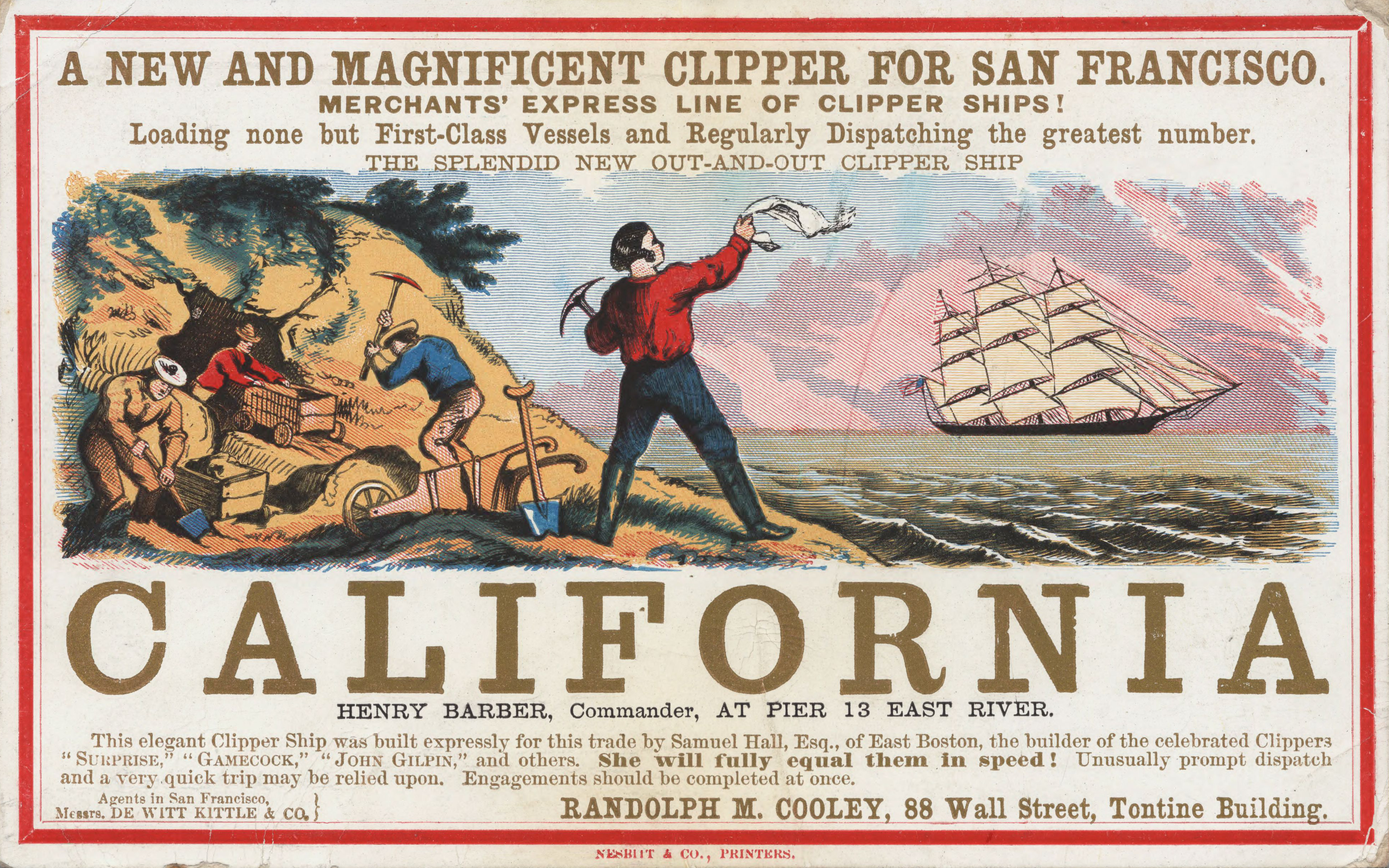
San Franciscóba tartó hajójárat hirdetése az 1850-es évekből

A kaliforniai aranyláz (1848–1855) 1848. január 24-én kezdődött, amikor egy colomai fűrészmalom (Sutter's Mill) mellett aranyat találtak. A felfedezés gyorsan terjedő híre mintegy 300 ezer embert vonzott Kaliforniába az Amerikai Egyesült Államok más területeiről, valamint Latin-amerikai, európai és ázsiai országokból és Ausztráliából.
A negyvenkilenceseknek (forty-niner) nevezett aranykutatók eleinte patakokból és folyómedrekből mosták ki az aranyat, egyszerű módszereket alkalmazva, később azonban új, kifinomultabb technikákat fejlesztettek ki, amelyek az egész világon elterjedtek.
A mai értéken számítva is több milliárd dollárnyi aranyból csak kevesek tettek szert igazi vagyonra; nagyon sokan szegényebben tértek haza, mint ahogy elindultak.
Az aranyláz fordulópontot jelentett a térség fejlődésében. San Francisco pár sátorból álló falucskából virágzó várossá nőtte ki magát. Kiépült a közigazgatás, és Kalifornia 1850-ben az USA tagállama lett. Fejlődött az infrastruktúra, a gőzhajó és a vasútközlekedés rendszeressé vált. A lelőhelyek kimerülésével a mezőgazdaság (Kalifornia második leggyorsabban növekvő gazdasági ágazata) új lendületet kapott.
Ugyanakkor az aranylelőhelyek miatt indiánokat üldöztek el földjeikről, és a bányászatnak környezetkárosító hatásai is voltak.

## Története

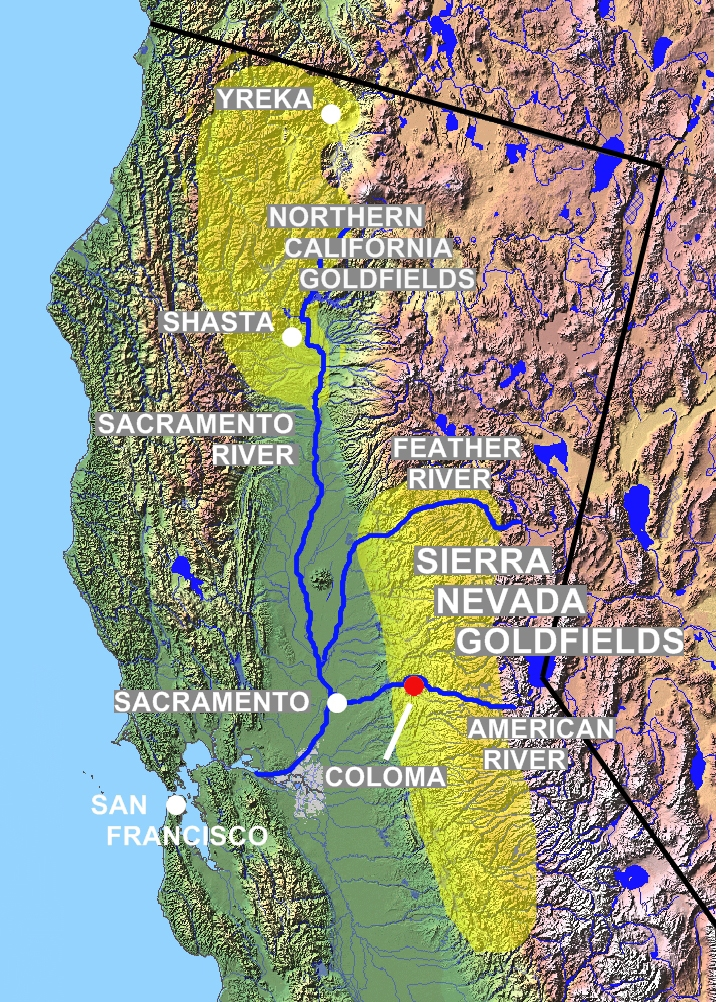
A Sierra Nevada-hegység és Észak-Kalifornia aranymezői

Az első aranyleletet a mai Sacramentótól 122 km-re északkeletre lévő Coloma egyik fűrészmalmánál, a svájci származású pionír, John Sutter tulajdonában lévő Sutter's Millnél találták 1848. január 24-én. A felfedező Sutter brigádvezetője, James W. Marshall volt, aki az American folyó mellett épülő újabb fűrészmalomnál dolgozva annak vízkereke alatt lett figyelmes néhány fényes fémdarabkára. Marshall Sutterhez vitte a leletet, majd megbizonyosodtak róla, hogy valóban aranyról van szó. Sutter titokban akarta tartani a dolgot, mert attól tartott, hogy a meginduló vándorlás tönkreteszi kereskedelmi és agrárkolóniáját, Új-Helvéciát (ma a többek mellett Sutter fia által alapított város, Sacramento része). (Sutter valóban tönkrement, munkásai otthagyták és az arany után indultak, a földjeire jövevények települtek be, aki ellopták a termést és az állatokat.)
A hír azonban hamarosan terjedni kezdett, és márciusban egy Samuel Brannan nevű San Franciscó-i újságkiadónak és kereskedőnek sikerült megerősítenie és továbbterjesztenie. Brannan sebtében aranyásó felszereléseket kínáló üzletet nyitott, s reklám gyanánt egy üvegcse aranyat a magasba tartva járta San Francisco utcáit, „Arany! Arany! Arany az American folyótól!” – kiabálta. Sok Kaliforniába érkező farmer döntött úgy, hogy családjával a mezőgazdaság helyett aranymosó vállalkozásba kezd.
A New York Herald volt az első keleti parti lap, amely beszámolt az aranylázról, 1848. augusztus 19-én. December 5-én már James Polk elnök is megerősítette az arany felfedezésének hírét a kongresszus előtt tartott beszédében.
Az aranyláz előtt San Francisco jelentéktelen kis település volt, olyannyira, hogy miután teljes lakossága a lelőhelyekhez vándorolt, gyakorlatilag kísértetvárossá vált, és csak az újonnan érkezők népesítették be újra, robbanásszerű ütemben. 1848-ban valószínűleg 1000 polgára volt, 1850-ben már 25 ezer. Mint a gyorsan növekvő városokban általában, a tömeges betelepülés nagy terhet helyezett San Francisco és az aranymezők közelében lévő települések infrastruktúrájára. Az emberek jobbára sátrakban, fakunyhókban és hajóroncsokból kiszerelt kabinokban laktak.

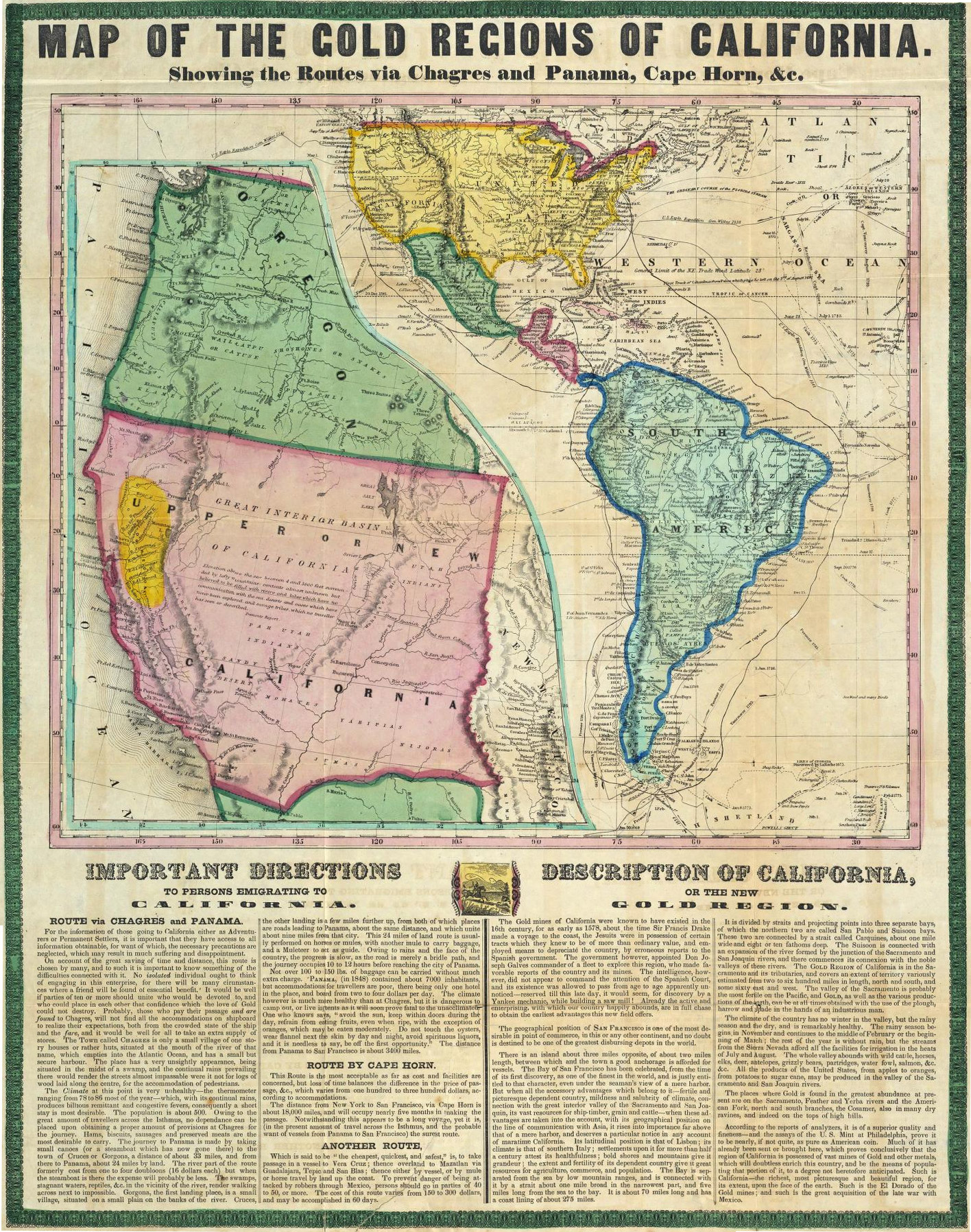
A Kaliforniába tartó útvonalak egy 1849-es térképen

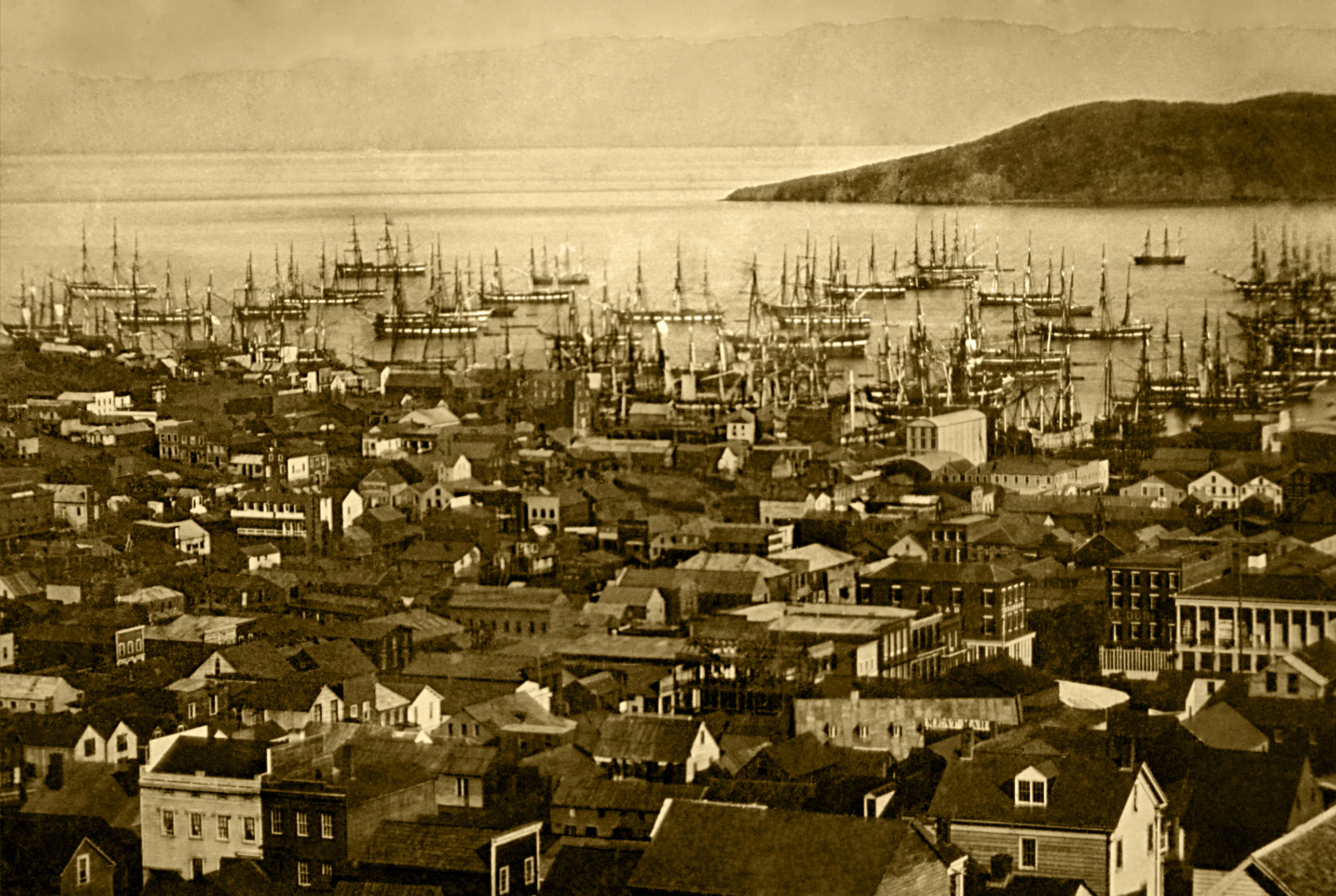
Kereskedelmi hajók San Francisco kikötőjében, 1850/1851.

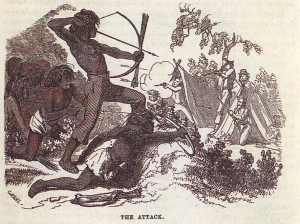
Indiánok támadnak meg egy bányásztelepülést. A véres észak-kaliforniai eseményeket Joaquin Miller író önéletrajzi ihletésű regényében (Life Amongst the Modocs) örökítette meg.

Az „első világméretű aranyláz” részvevői viszontagságos úton jutottak el az „Aranyország”-ba (Gold Country of California). Eleinte a legtöbben tengeri útvonalat választottak (ezért Argonautáknak is nevezték őket). Az USA keleti partjától induló, Dél-Amerika déli csücskét megkerülő, 33 ezer km-es hajóút öt-nyolc hónapig tartott; a Panama-földszoroson való, egy hetet igénybe vevő átkeléssel (öszvérháton a dzsungelben és kenuval a későbbi Panama-csatorna részét képező tavakon és folyókon) a kerülőt hónapokkal le lehetett rövidíteni. 1851-ben egy Nicaraguán keresztül vezető utat is használni kezdtek, de ez nem volt annyira népszerű, mint a panamai. Voltak, akik Veracruzból kiindulva Mexikó legkeskenyebb részén, a Tehuantepeci-földszoroson keltek át. A legtöbben végül az egész észak-amerikai kontinenst átszelő szárazföldi utak egyike (leginkább az ún. Kalifornia-ösvény California Trail) mellett döntöttek. Egyik útvonal sem volt veszélytelen, a hajótörések, a tífusz és a kolera egyaránt szedték áldozataikat.
A növekedésnek indult San Franciscóba egyre több árucikk érkezett a világ minden tájáról, s mivel sok kereskedelmi hajó legénysége a gyors meggazdagodás reményében dezertált, a rakpartokon és kikötőkben elhagyatott hajók hánykolódtak. Vállalkozó szellemű San Franciscó-iak raktárakat, üzleteket, kocsmákat, szállodákat alakítottak ki bennük, sőt az egyikben börtön működött. Később, amikor új beépíthető területekre volt szükség, sok hajót a öblök partjainak feltöltésére használtak.
1851-ben a mai Yreka városnál aranyrögöket találtak, megindult az aranyláz története szempontjából fontos, de kevésbé ismert vándorlás a Siskiyou-ösvény Észak-Kalifornia külső területeire, különösen a mai Siskiyou, Shasta és Trinity megyékbe. A számos feltűnt, majd eltűnt város közül megemlítendő a Sacramento folyó melletti Portuguese Flat, ahol portugál bevándorlók éltek, valamint a Trinity folyó melletti Weaverville, ahol kínaiak, s ahol a leghosszabb ideje folyamatosan használatban lévő kaliforniai taoista templom található. Az aranyláz korának kevés máig megmaradt kísértetvárosa közül Shasta jó állapotban őrződött meg, és ma történeti emlékparknak ad otthont.
Dél-Kaliforniában jóval kevesebb aranyat fedeztek fel. Az első lelet, még 1842-ben bukkant elő, amikor a terület még Mexikóhoz tartozott, egy Rancho San Francisco nevű településnél, a mai Los Angelestől északra fekvő hegyekben Ez és a későbbi aranylelőhelyek azonban nem keltették fel tömegek figyelmét, és gazdasági hatásuk sem volt számottevő.
1850-re a könnyen kitermelhető arany nagy részét már begyűjtötték, így a nehezebben hozzáférhető lelőhelyek felé fordult a figyelem. Hogy maguk jussanak hozzá a csökkenő aranymennyiséghez, amerikai bányászok szervezett támadásokat hajtottak végre a bevándorlók, különösen latin-amerikaiak és kínaiak ellen. Ráadásul Kalifornia állam új törvényhozása havi 20 dolláros bányászati adót rótt ki a külföldiekre. Új földterületek után kutató bányászok indiánokat üldöztek el hagyományos vadász- és halászterületeikről. Sok indián törzs fegyverrel szállt velük szembe, ami csak az erőszak felerősödéséhez vezetett. A jobb és több fegyverrel rendelkező telepesek számos indián település lakosságát mészárolták le. A támadások elől elmenekültek az élelemforrásaiktól elvágva gyakran éhhalált haltak.

## A „negyvennyolcasok” és a „negyvenkilencesek”
Az aranyláz első hulláma még nem lépett túl Kalifornia határán – 1848 tavaszától amerikai és európai mezőgazdasági dolgozók, indiánok és californiók (spanyol nyelvű kaliforniaiak) indultak az aranymezők felé. Ezekben a kezdeti időkben az aranymosás sokszor családi vállalkozás volt, a férfiak mellett nők és gyerekek is szitát és serpenyőt ragadtak. Egyes családok szállásadókként is szert tettek némi (biztosabb) jövedelemre.
Az arany híre kezdetben lassan terjedt. Az első Kalifornián kívülről érkező szerencsevadászok (még 1848-ban) vagy a környező régiókból jöttek, vagy a legnagyobb forgalmú, Kaliforniát érintő hajózási útvonalak végállomásairól. Az első nagyobb csoport a Siskiyou-ösvényen érkező több ezernyi oregoni volt. Őket hawaiiak követték, majd több ezer latin-amerikai (mexikóiak, peruiak, chileiek), hajókon vagy szárazföldön. 1848 végéig úgy 6000 „Argonauta” érte el Kaliforniát. Az Egyesült Államokból ugyaneddig valószínűleg kevesebb, mint 500 aranyásó érkezett. A „negyvennyolcasok” nagy mennyiségű könnyen hozzáférhető aranyra tehették rá a kezüket – néha akár több ezer dollárnyira naponta. Az átlagos szerencséjű aranymosó egy napi munkája is tíz-tizenötszörösét hozta egy keleti parti napibérnek. Hat hónapi aranymosás hat évi otthoni munkával ért fel, nem csoda, hogy nem csak magányosok, de családok is nekivágtak az útnak. Egyesek visszatértek lakhelyükre, mások Kaliforniában kezdtek üzleti vállalkozásba.

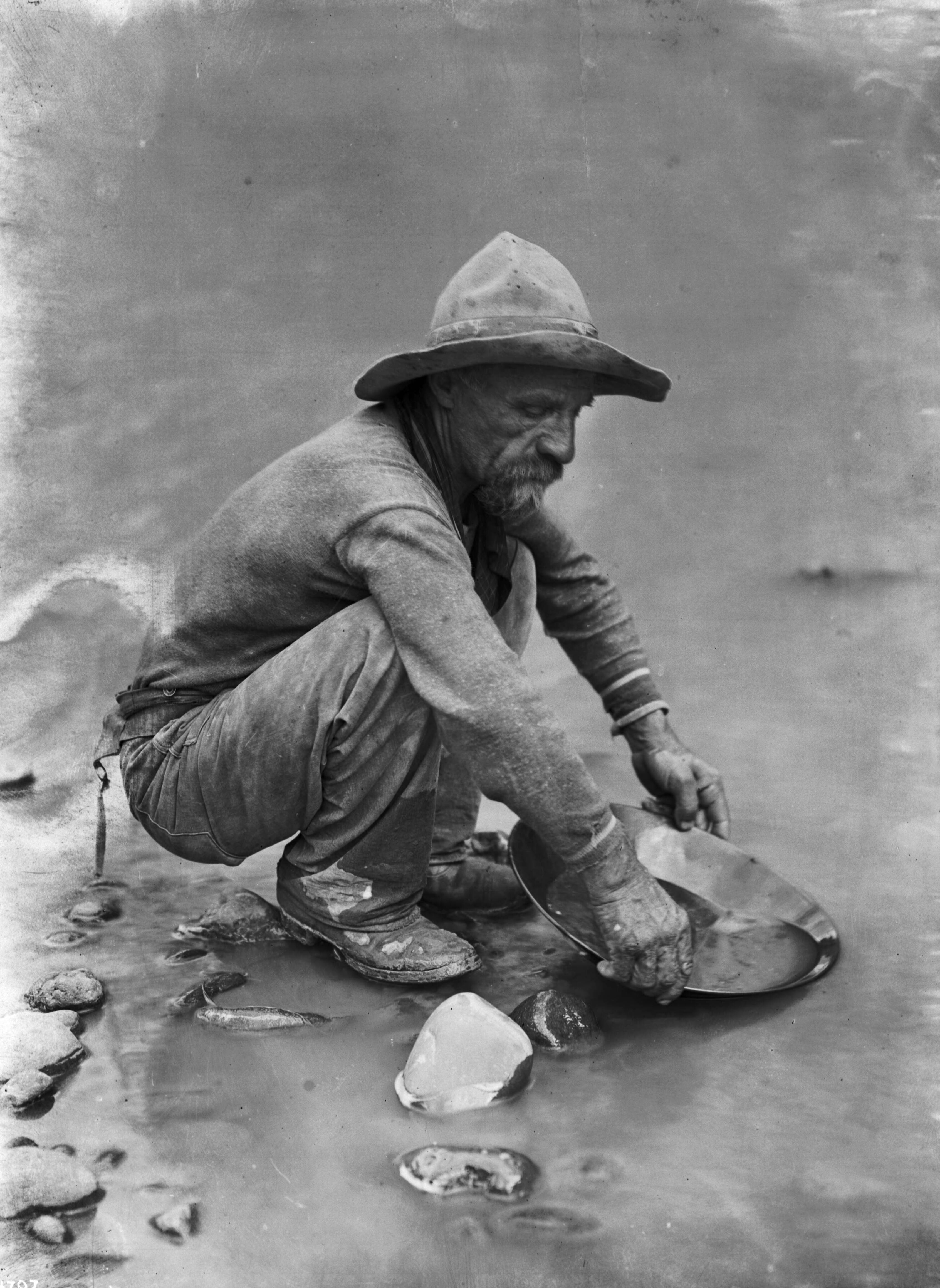
Egy „negyvenkilences” aranymosó serpenyőjével az American folyó mellett.

1849 elejére az arany híre bejárta a világot, s annak minden szegletéből özönleni kezdtek a hegyekben vagy mások zsebében rejtőző arany után sóvárgók. A „negyvenkilencesek” legnagyobb csoportját az amerikaiak alkották, akik tízezrével szelték át vagy kerülték meg a kontinenst. Ausztrália és Új-Zéland lakosai hawaii sajtótermékekből értesültek a leletről, és ezrével vállalták a hosszú utazást a Csendes-óceánon át. A „negyvenkilencesek” között voltak mexikóiak is, elsősorban a sonorai bányákat otthagyók. Ázsiaiak (kereskedők is) leginkább Kínából jöttek (1849-ben még kisebb számban) az „Aranyhegy”-re, ahogy Kaliforniát nevezték. 1849 vége felé csatlakoztak a többiekhez az 1848-as forradalmak után kivándorló európaiak – legtöbben franciák, kisebb számban németek, olaszok és britek.
Becslések szerint 1849-ben kis híján 90 ezer ember vándorolt be Kaliforniába (felük tengeren, felük szárazföldön), köztük 50-60 ezer amerikai. 1855-re legalább 300 ezer aranyásó, kereskedő és más bevándorló érkezett a világ minden tájáról. Legnagyobb csoportjukat továbbra is az amerikaiak tették ki, de a mexikóiak, a kínaiak, a britek, a franciák és a latin-amerikaiak száma is több tízezerre tehető, a kisebb számban érkezők között voltak mások mellett filippínók, baszkok és törökök. Az USA déli államaiból, a Karib-térségből és Brazíliából jövő afrikai származásúak csak kevesen voltak (valószínűleg 4000-nél is kevesebben).
Nők egyaránt érkeztek férjükkel vagy egész családjukkal és egyedül is. Társadalmi helyzetük a prostituálttól a dolgozó anyán keresztül a sikeres vállalkozóig terjedt. Mivel a Kalifornia-ösvényen sokan balesetek, kolera és más betegségek áldozatai lettek, sok nő útközben özvegyült meg. Kaliforniában aztán a bányabalesetek és az elfajuló területviták miatt is sokan maradtak egyedül. A különleges körülmények közt olyan munkákkal is megélhetést tudtak biztosítani maguknak, amik kívül estek az otthoni társadalom által nők számára elfogadott foglalkozások keretén.

## Jogi vonatkozások
A Sutter's Mill-i arany felfedezésének napján Kalifornia ugyan még Mexikóhoz tartozott, de a mexikói–amerikai háború (1846-48) következtében amerikai katonai megszállás alatt állt. Az 1848. február 2-án megkötött Guadalupe Hidalgó-i békével amerikai birtokká vált, ám nem szervezték territóriummá. Az északi és déli államok közötti 1850. évi kiegyezés részeként 1850. szeptember 9-én felvételt nyer az unióba, szabad – vagyis nem rabszolgatartó – államként. A béke megkötése és az unióba való felvétel között Kaliforniának nem volt polgári kormányzata, törvényhozása és igazságszolgáltatása.
A Guadalupe Hidalgo-i szerződés kötelezte az USA-t a mexikói uralom alatti földbirtokviszonyok tiszteletben tartására, az aranylelőhelyeket azonban ez nem érintette, mivel azok túlnyomó többsége közföldeken volt (vagyis az USA kormányának tulajdonában lévő területeken). Közigazgatás híján hatályos törvények azonban még nem voltak, és ha lettek is volna, az aranyláz kezdetekor Kaliforniában állomásozó alig ezer amerikai katona nem tudta volna betartatni őket.
A bányászati tevékenységeket nem ellenőrizte semmilyen hatóság, így a „negyvenkilencesek”-nek nem kellett engedélyeket beszerezniük vagy adózniuk – mindent megtarthattak abból, amit találtak. A saját maguk által felállított szabályok mellett működtek, és maguk gondoskodtak róla, hogy ezeket mindenki betartsa. Tulajdonképpen a Kaliforniában már élő mexikói bányászati törvényeket vették át, melyek egyik legfontosabb rendelkezése az volt, hogy a lelőhelyre elsőként érkező aranyásó csak addig tarthatott igény a lefoglalt területre, amíg folyamatosan dolgozott rajta; az elhagyott földeket a később jövők újra lefoglalhatták. Az újraigénylés (claim-jumping) rendszere természetesen sok vitát szült, amiket a felek néha erőszakkal rendeztek, néha pedig aranyásókból alakult közvetítő testületek segítségével – gyakran az etnikai feszültségek kiéleződése mellett.
A „negyvenkilencesek” által alkalmazott szabályokat az amerikai Nyugat más aranylázainak résztvevői is használták. A Kongresszus először az 1866-os Chaffe-törvényben, majd az 1872-es bányászati törvényben szabályozta a kérdést.

## Bányászati technológiák

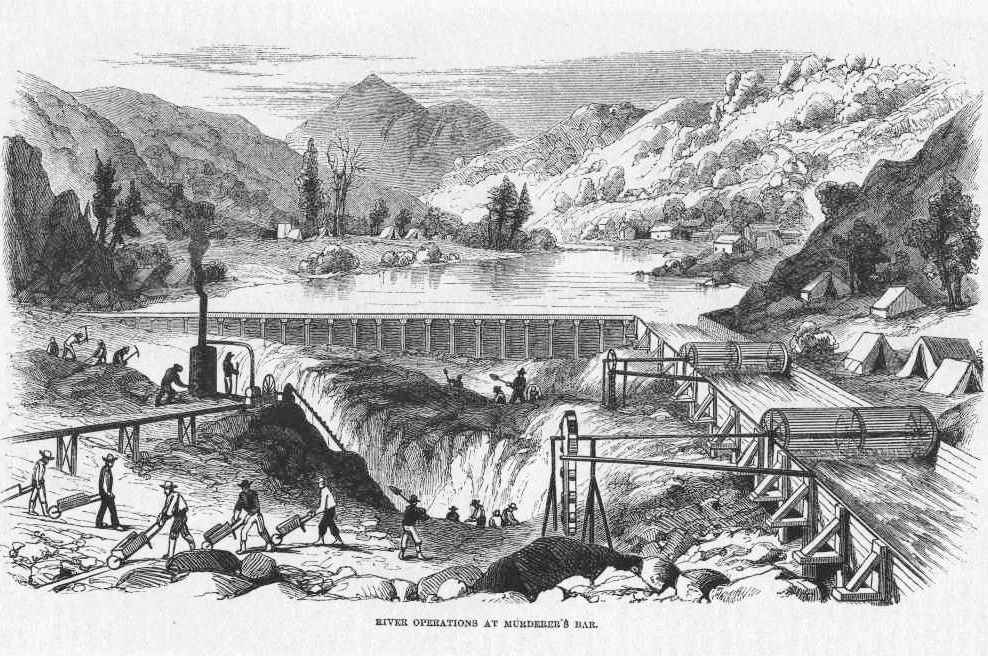
Aranyásók dolgoznak egy a víz elterelésével szabaddá tett folyómederben.

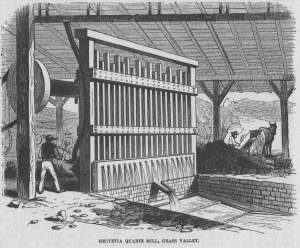
A Quartz Stamp Mill a Grass-völgyben. Az arany kimosása előtt a kvarcot ilyen malmokban törték össze.

A korai „negyvenkilencesek” az aranymosók legegyszerűbb eszközével, a serpenyővel is nagy mennyiségű fémhez tudtak jutni a folyók és patakok üledékéből. Az alaposabb kutatók azonban már 1849-ben is a kisüzemi módszerek mellett döntöttek: az üledéket aranymosó vályúkba vagy bölcsőkbe (rocker v. cradle) lapátolták és állandó mozgatás mellett átmosták, vagy egy domboldalba épített, lábakon álló csatornában (sluice v. Long Tom) folyóvízzel tisztították meg. Csapatban dolgozó aranyásók nagyobb léptékű vállalkozásba is foghattak: a folyón gátat emeltek és a vizet a parton épített ércmosó csatornába terelték, a szárazra került medret pedig felásták.
Az USA Geológiai Szolgálata szerint az első öt év folyamán kb. 12 millió uncia (370 t) aranyat termeltek ki (2006. novemberi árfolyamon ez 7 milliárd US$).
Az 1853-ra elterjedtté vált a víznyomásos bányászat, a domboldalak, partmeredélyek tövében összegyűlt hordalék átmosása vízsugarakkal. Először az aranyláz során használtak nagy nyomású víztömlőket erre a célra. A fellazított törmelék a mosócsatornákba került, amikben az arany a mélyre süllyedt. Az 1880-as évek közepére 11 millió uncia (340 t) aranyat gyűjtöttek össze ezzel az eljárással (2006. novemberi árfolyamon kb. 6,6 milliárd US$ értékben), amelynek melléktermékkei: nagy mennyiségű törmelék és iszap, valamint nehézfémek és más mérgező anyagok a folyóvizekbe kerültek vissza. Sok vízsugaras bányászattal megművelt talajtalanított vagy kőtörmelékkel betakart területre máig nem tért vissza a növénytakaró.
Az arany feltárása az aranyláz kifulladásával sem szűnt meg. A folyók az arany egy részét a Kalifornia közepén lévő nagy völgybe (Central Valley) szállították, ahol az lelassuló folyásuk miatt a meder mélyére és homokzátonyokra rakódott. Az 1890-es évek végére a szintén helyben kifejlesztett kotrásos eljárással való aranykutatás már gazdaságossá vált, s becslések szerint 20 millió unciánál is több (620 t) fémet hozott felszínre (2006. novemberi értéke 12 milliárd US$).
Az aranyláz alatt és az utána következő évtizedekben közvetlenül a kőzetből (általában kvarcból) is bányásztak aranyat, robbantással és ásással. A kőzetet a felszínre hozták, összetörték, és a fent leírt folyóvizes módszerekkel választották ki belőle az aranyat, vagy pedig arzénnal vagy higannyal áztatták ki (további környezeti károkat okozva). Idővel ezzel az eljárással termelték ki a legtöbb aranyat Kaliforniában.

## Nyertesek és vesztesek
Az aranyláz első éveiben Kalifornia leggazdagabb embere a már említett üzlet- és újságtulajdonos Samuel Brannan volt. Az láz kezdetekor felvásárolta a San Franciscóban elérhető összes bányászfelszerelést, és jókora nyereséggel adta el őket Sacramentóban, Colomában és az aranymezők más városaiban nyitott boltjaiban. Ám az aranyásók körében is találni hasonló sikertörténetet: 1848 pár hónapja alatt a Feather folyó mellett dolgozó bányászok kis csoportja 2006-os árfolyamon 1,5 milliónál is több dollárnyi fémet hozott felszínre.
A korai aranykutatók közül valószínűleg sokan könyvelhettek el szerényebb hasznot. A legtöbben azonban – s különösen a később érkezők – még kiadásaikat sem tudták visszanyerni. Sok kereskedő is tönkrement, mivel olyan településen volt üzletük, ami tűzvész áldozata lett, vagy elnéptelenedett.
A keményen dolgozó és szerencsés üzletemberek főleg a kiskereskedelemben, a hajózásban, a szórakoztató és a szállodaiparban vagy a közlekedésben tehettek szert biztos nyereségre.
A komoly bevételt hozó penziókat, étkezdéket, varrodákat és mosodákat gyakran nők üzemeltettek. A bordélyházak szintén nyereségesek voltak, különösen ha italméréssel vagy kaszinóval társultak.
1855-re jelentős változás állt be a gazdasági környezetben. Az arany bányászatát már csak nagyobb csoportokban volt érdemes művelni, és csak a cégek tulajdonosai számára volt nyereséges. Időközben Kalifornia gazdasága és népessége nagyobb és változatosabb lett, úgyhogy hagyományosabb üzleti vállalkozásokkal is meg lehetett élni.

### Az arany útjai
A kitermelt arany jó része nem hagyta el a lelőhely környékét, a bányászok szállásra, ételre, felszerelésre és szórakozásra költötték. Az üzlettulajdonosok aztán ezzel fizettek az új árukért, így tengeri és szárazföldi kereskedőkhöz került, akikkel együtt elhagyta Kaliforniát és különféle termékek gyártóinak zsebébe vándorolt.
A bányászok az arany egy részét otthon maradt családjuknak küldték el, vagy ők maguk vitték haza. Egy becslés szerint csak Franciaországba 80 millió US$ értékű arany került onnan származó aranyásók és kereskedők révén.
A helyi bankok és aranykereskedők az aranyláz későbbi szakaszában az érintett területeken érvényes bankjegyeket vagy váltókat állítottak ki a nemesfémért cserébe, a pénzverdék pedig érméket készítettek. A San Franciscó-i Pénzverde 1854-es megalapítása után a kaliforniai arany az USA hivatalos fizetőeszközeibe is belekerült. Kaliforniai bankok szintén aranyért szerezték be a növekvő gazdaság működéséhez szükséges papírpénzt más amerikai bankoktól.

## Hatások

### Rövid távú hatások

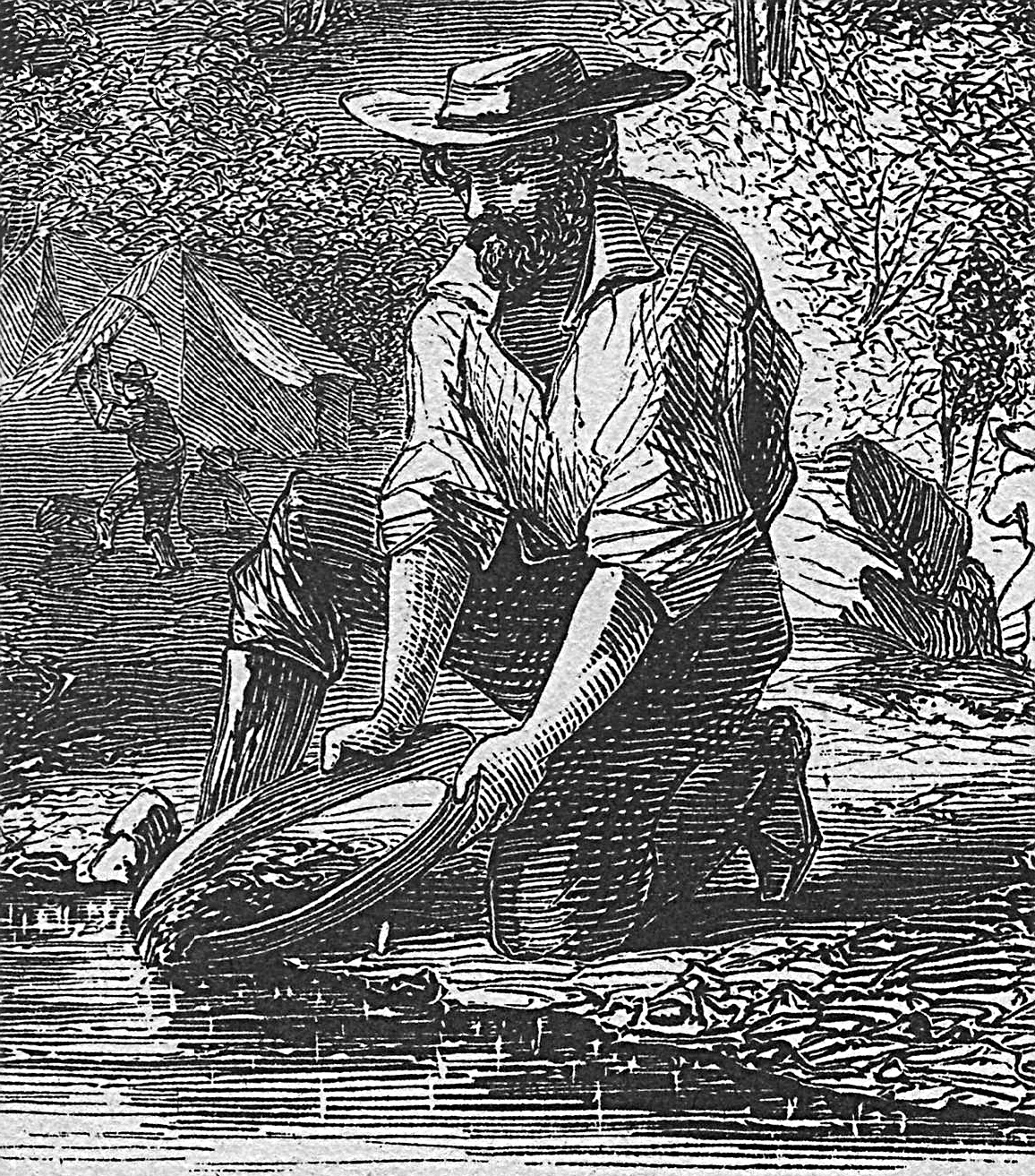
Aranymosó a Mokelumne folyónál

Kalifornia aranyláz előtti népessége (15 ezer európai és Californio) pár év alatt több százezerrel nőtt, ami drámai következményekkel járt.
Mindenekelőtt, az aranyláz emberi és környezeti hatásai alapvető változásokat hoztak. A földek őslakosai, az indiánok betegségeknek, éhínségnek és népirtásnak lettek áldozatai; az 1845-ben még 150 ezres lélekszámuk 1870-re 30 ezer alá zuhant. 1849-1870 között mintegy 4500 indián halt erőszakos halált. Nyíltan rasszista támadások és törvények miatt kínai és latin-amerikai bevándorlók hagyták el a régiót. A halálozási arány igen magas volt az amerikai immigránsok körében is: minden tizenkettedikük halt meg betegségek, az elharapódzó erőszak és az önbíráskodás miatt. A környezetet a bányászat melléktermékei, a kőtörmelék és az iszap, valamint mérgező kémiai segédanyagai tették tönkre leginkább.
Ugyanakkor Kalifornia rövid idő alatt a világtérképre került, vonzó úticél lett az új megélhetést és otthont keresőknek. Az új bevándorlók kivételes leleményességről és a polgárjogok melletti elkötelezettségről tettek tanúbizonyságot az erőszakos felfordulás közepette is. Működő településeket alapítottak, alkotmányozó kongresszust tartottak, amely megalkotta Kalifornia alaptörvényét, az ennek alapján megválasztott tisztviselők pedig sikerrel tárgyaltak Washingtonnal a terület unióba való felvételéről.
A mezőgazdaság fellendülése (Kalifornia „második aranyláza”) is ekkortájt vette kezdetét. Utak, iskolák, templomok, épültek és civil szerveződések jöttek létre szinte egyik napról a másikra.
Kalifornia és az USA keleti partja közötti összeköttetés ugrásszerű fejlődésnek indult. 1855-ben elkészült a panamai földhidat átszelő vasútvonal (Panama Railway). San Francisco és Panama között rendszeres gőzhajójáratok indultak, az általuk szállított utasok, áruk és postai küldemények vonaton keltek át Panamán, majd a keleti part felé tartó gőzhajókon utaztak tovább. Az útvonalon 1857-ben történt a legnagyobb szerencsétlenség, amikor a Central America gőzös Észak- és Dél-Karolina partjai előtt hurrikánba került, és elsüllyedt, fedélzetén mintegy 400 emberrel és 3 tonna arannyal.
1863-ban megkezdődtek az Első transzkontinentális vasútvonal nyugati szakaszának munkálatai, amelyet részben sacramentói üzletemberek aranyláz során szerzett vagyonából finanszíroztak. A korábban hetekig vagy akár hónapokig tartó utazás pár naposra rövidült.
Az aranyláz gazdasági hatásai világszerte érezhetőek voltak. Chilei, ausztráliai és hawaii termelők hatalmas új piacot találtak élelmiszereiknek; a Nagy-Britanniában készült áruk iránt nagy volt a kereslet; Kína sok más mellett ruházatot és gyorsan összeállítható házakat exportált. Az ezekért az árukért kapott arany emelte az árakat, ösztönözte a befektetéseket és új munkahelyeket hozott létre. Egy ausztrál aranyásó, Edward Hargraves a Kalifornia és hazája földrajza közötti hasonlóságokat észrevéve otthon is kutatásba kezdett, és új aranylázakat robbantott ki.

### Hosszú távú hatások

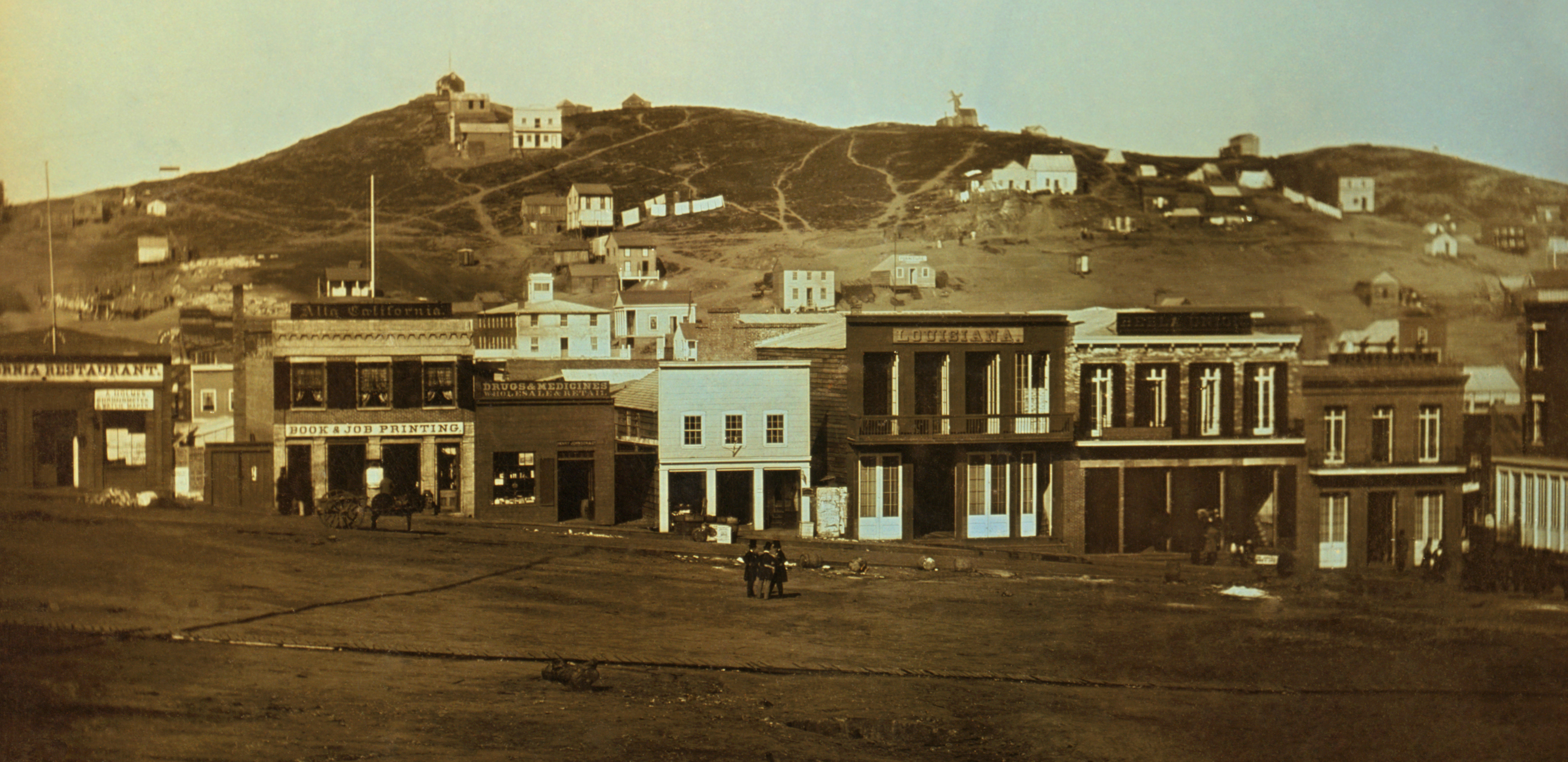
Portsmouth tér, San Francisco. Dagerrotípia 1851-ből

Kalifornia neve összeforrott az aranylázzal, s ezen keresztül a „kaliforniai álom” fogalmával, az új kezdet lehetőségével, a kemény munkával és némi szerencsével megszerezhető gazdagsággal. H. W. Brands történész szerint az aranyláz után a „kaliforniai álom” lassan az „amerikai álom” részévé vált.
A régi amerikai álom […] a puritánok álma volt, Benjamin Franklin Szegény Richardjáé, […] olyan férfiaké és nőké, akik megelégedtek azzal, hogy szerény vagyonukat apránként halmozzák fel, évről évre. Az új álom az azonnali meggazdagodásról szólt, a szempillantás alatt nyert vagyonról, az elszántság és a jószerencse gyermekéről. [Ez az] arany álom […] csak [Sutter's Mill] után vált az amerikai szellem meghatározó részévé.
Bevándorlók generációi követték a „kaliforniai álmot”. Farmerek olajfúrók, filmkészítők, repülőgépgyártók, és dotkom vállalkozók mind átélték a maguk fellendülési és hanyatlási időszakát.

## További irodalom
- Burchell, Robert A. (1974). „The Loss of a Reputation; or, The Image of California in Britain before 1875”. California Historical Quarterly 53 (3), 115–130. o. ISSN 0097-6059.
- Burns, John F. and Richard J. Orsi (eds.). Taming the elephant: politics, government, and law in pioneer California. Berkeley and Los Angeles: University of California Press (2003). ISBN 0-520-23413-8. Hozzáférés ideje: 2007. február 14.
- Drager, K., C. Fracchia. The golden dream: California from Gold Rush to statehood. Portland, Oregon: Graphic Arts Center Publishing Company (1997). ISBN 1-55868-312-7
- Eifler, Mark A.. Gold Rush capitalists: greed and growth in Sacramento. Albuquerque: University of New Mexico Press (2002. június 17.). ISBN 0-8263-2822-9
- Holliday, J. S., William Swain. The world rushed in: the California Gold Rush experience. Norman: University of Oklahoma Press [1981. június 17.] (2002. június 17.). ISBN 0-8061-3464-X
- Hurtado, Albert L.. John Sutter: a life on the North American frontier. Norman: University of Oklahoma Press (2006. június 17.). ISBN 0-8061-3772-X
- Klare, Normand E.. The final voyage of the SS Central America 1857. Ashland, Oregon: Klare Taylor Publishers (2005. június 17.). ISBN 0-97644-03-0-X
- Owens, Kenneth N. (ed.). Riches for all: the California Gold Rush and the world. Lincoln: University of Nebraska Press (2002. június 17.). ISBN 0-8032-8617-1
- Roberts, Brian. American alchemy: the California Gold Rush and middle-class culture. Chapel Hill: University of North Carolina Press (2000. június 17.). ISBN 0-8078-4856-5
- Rohrbough, Malcolm J.. Days of gold: the California Gold Rush and American nation. Berkeley and Los Angeles: University of California Press (1998. június 17.). ISBN 0-520-21659-8
- Watson, Matthew A. (2005). „The Argonauts of '49: Class, Gender, and Partnership in Bret Harte's West.”. Western American Literature 40 (1), 33–53. o. ISSN 0043-3462.